# The Door Is Still Open to My Heart (album)
The Door Is Still Open to My Heart – czternasty album studyjny Deana Martina nagrany i wydany w 1964 roku przez wytwórnię Reprise Records, wyprodukowany przez Jimmy’ego Bowena.
Trzy piosenki z tego albumu (I’m Gonna Change Everything, The Middle of the Night Is My Cryin’ Time, oraz My Sugar’s Gone) ukazały się wcześniej na albumie Dean „Tex” Martin Rides Again w 1963 roku.

## Utwory
| Nr | Tytuł                                     | Długość |
| -- | ----------------------------------------- | ------- |
| A1 | The Door Is Still Open To My Heart        | 2:50    |
| A2 | We’ll Sing In The Sunshine                | 2:47    |
| A3 | I’m Gonna Change Everything               | 2:30    |
| A4 | The Middle Of The Night Is My Cryin’ Time | 2:54    |
| A5 | Every Minute Every Hour                   | 2:08    |
| A6 | Clinging Vine                             | 2:21    |
| B1 | The Misty Moonlight                       | 2:44    |
| B2 | Always Together                           | 2:47    |
| B3 | My Sugar’s Gone                           | 2:58    |
| B4 | You’re Nobody 'Til Somebody Loves         | 1:57    |
| B5 | Take Me                                   | 2:45    |
| B6 | So Long Baby                              | 2:35    |